# Býkovice
Býkovice (deutsch Bikowitz, früher Beykowitz, Bejkowitz) ist eine Gemeinde in Tschechien. Sie liegt neun Kilometer südlich von Kunštát und gehört zum Okres Blansko.

## Geographie
Býkovice befindet sich am östlichen Fuße der Böhmisch-Mährischen Höhe in der Boskowitzer Furche. Das Dorf liegt linksseitig über dem Tal der Býkovka. Nördlich erhebt sich der Dubí (440 m), nordöstlich der Malý Chlum (488 m) und Velký Chlum (460 m), im Süden der Mučedník (449 m), südwestlich der Loučky (468 m) und Na Vrších (506 m) und im Westen die Kraví hlava (566 m). Östlich von Býkovice liegen die Dämme der unvollendeten Reichsautobahn Wien-Breslau, dahinter verläuft die Trasse der Schnellstraße R 43/E 461.
Nachbarorte sind Žerůtky im Norden, Perná, Krhov, Huť svaté Antonie und Obora im Nordosten, Klemov und Bořitov im Osten, Černá Hora im Südosten, Žernovník und Lubě im Süden, Brťov-Jeneč im Südwesten, Dlouhá Lhota im Westen sowie Kunčina Ves, Lačnov und Štěchov im Nordwesten.

## Geschichte

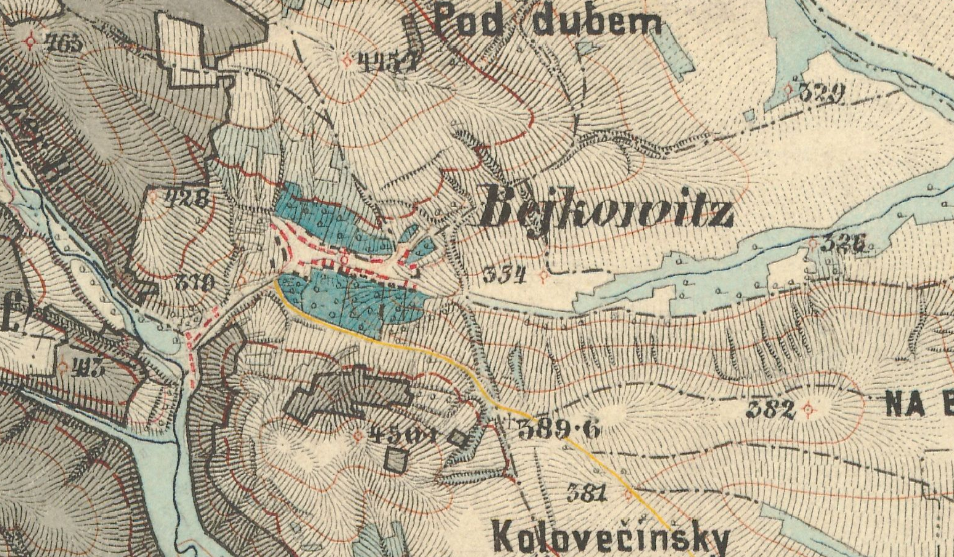
Bejkowitz auf der III. Militärtopographischen Aufnahme von 1867

Archäologische Funde belegen eine Besiedlung der Gegend seit der Jungsteinzeit. In der Flur Příčník befindet sich eine Fundstätte aus der Altbronzezeit.
Die erste schriftliche Erwähnung von Býkovice erfolgte im Jahre 1264, als Bischof Bruno von Schauenburg Conradus de Hucsaria mit dem Dorf belehnte. Seit dem 14. Jahrhundert war Býkovice Sitz der Vladiken von Býkovice. Die bestand möglicherweise bereits seit der Lehnherrschaft der Olmützer Bischöfe. Pešík Býkovec erweiterte den Besitz und erwarb auch das Gut Žerůtky. Außerdem gehörte der Familie zeitweilig auch Jiříkovice. An den Südhängen der Kopanina und des Vinohrádek wurden Weinberge angelegt. 1413 erwarb Vaňek Černohorský von Boskowitz das Dorf. Ihm folgte ab 1437 Beneš Černohorský, der noch den Hof Německá Lhota hinzuerwarb. Německá Lhota erlosch später. In dieser Zeit fanden die Worte hussitischer Prediger zunehmend Gehör und die Bevölkerung kehrte sich von Katholizismus ab. Am Übergang vom 15. zum 16. Jahrhundert traten auch die Černohorský von Boskowitz zum reformierten Glauben über. Im Jahre 1549 wurde Býkovice an die Herrschaft Černá Hora angeschlossen. Karl I. von Liechtenstein, dem 1597 die Herrschaft nach dem Tode seines Schwiegervaters Jan Schembera Černohorský von Boskowitz zugefallen war, trat zwei Jahre später zum Katholizismus über. Die von ihm betriebene Rekatholisierung seiner Herrschaften löste 1610 eine religiös-politische Krise im Lande aus. Infolge des Dreißigjährigen Krieges verödete das Dorf, in den 1650er Jahren waren von den 32 Häusern zehn verlassen. Nach dem Haus Liechtenstein erwarb das Geschlecht Auersperg die Herrschaft. Später folgten die Herren Fries von Frieseberg. 1790 lebten in den 51 Häusern des Dorfes 292 Menschen. 1840 war Bejkovice auf 55 Häuser angewachsen und hatte 301 Einwohner.
Nach der Aufhebung der Patrimonialherrschaften bildete Bejkovice ab 1850 eine Gemeinde in der Bezirkshauptmannschaft Boskovice. 1854 wurde die Gemeinde dem Gerichtsbezirk Blansko zugeordnet. Im Jahre 1866 eröffnete in Bejkovice eine Dorfschule, zuvor wurden die Kinder seit 1789 in Dlouhá Lhota unterrichtet. Ab 1882 gehörte Bejkovice zum Gerichtsbezirk Kunštát. Zwischen 1883 und 1908 erfolgte der Bau der Straße von Žerůtky über Bejkovice nach Dlouhá Lhota. Am 4. Juni 1914 vernichtete ein Großfeuer vier Häuser des Dorfes. Im Jahre 1921 hatte Bejkovice 379 Einwohner. Auf Antrag der Gemeindevertretung erfolgte 1925 die Änderung des Ortsnamens in Býkovice. Am südlichen Ortsrand entstand zwischen 1932 und 1939 die Verbindungsstraße nach Černá Hora. 1938 wurde ein neues Schulhaus eingeweiht. Im November 1939 begannen östlich des Dorfes die Arbeiten am Bau der Reichsautobahn, der 1941 abgebrochen wurde. Nach der deutschen Besetzung wurde ab 1942 mehrere Männer aus dem Dorf zur Zwangsarbeit ins Deutsche Reich einberufen. Nach der Auflösung des Okres Boskovice kam die Gemeinde mit Beginn des Jahres 1961 zum Okres Blansko.

## Gemeindegliederung
Für die Gemeinde Býkovice sind keine Ortsteile ausgewiesen.

## Sehenswürdigkeiten
- Kapelle der hl. Dreifaltigkeit

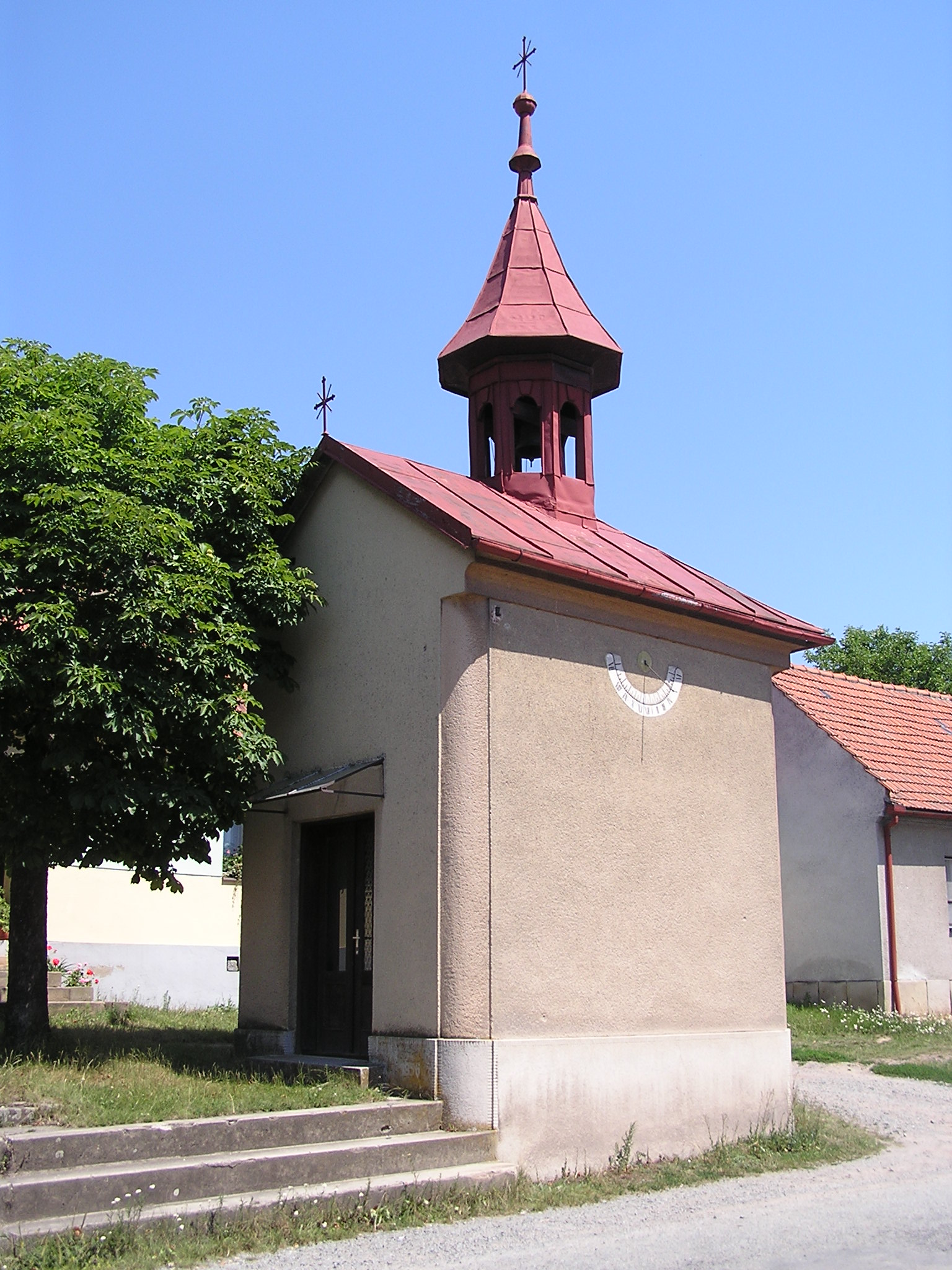
Kapelle der hl. Dreifaltigkeit

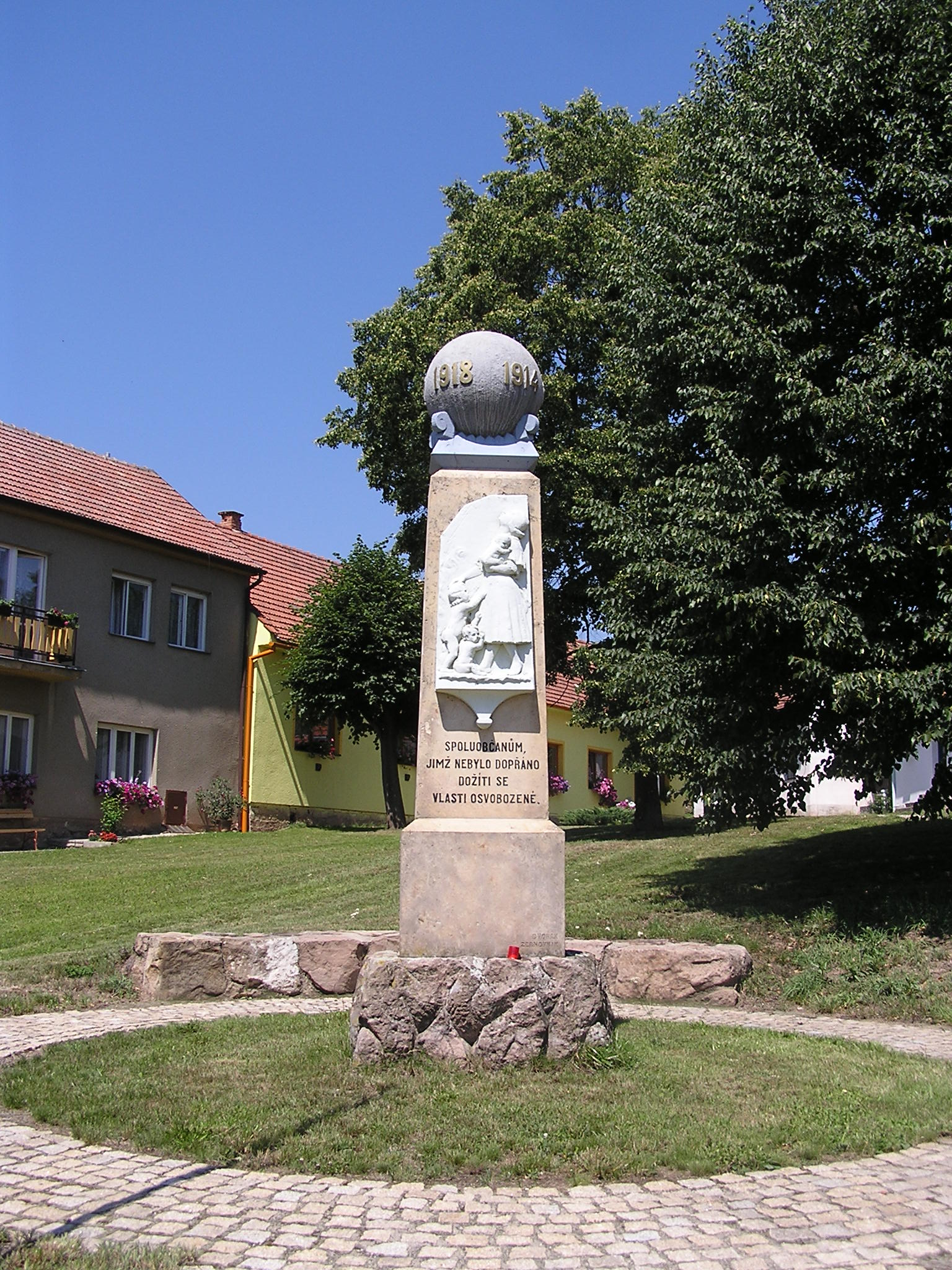
Dorfplatz mit Gefallenendenkmal

- Wassermühle Porčův Mlýn, seit 1580 nachweisbar, zwischen 1676 und 1955 gehörte die Mühle der Müllerfamilie Porč/Portsch.
- Naturdenkmal Čtvrtky za Bořím, Geländeeinschnitt der unvollendeten Reichsautobahn Wien-Breslau östlich des Dorfes mit natürlicher Sukzession und reichem Vorkommen des Helm-Knabenkrautes. Der 3,1 ha große Trassenabschnitt ist seit 1996 geschützt.
- Bauerngehöft Nr. 62
- Denkmal für die Opfer des Ersten Weltkrieges auf dem Dorfplatz